# ア・マター・オブ・ライフ・アンド・デス〜戦記
『ア・マター・オブ・ライフ・アンド・デス〜戦記』(A Matter of Life and Death)は、アイアン・メイデンの14枚目のスタジオアルバム。日本では2006年9月6日に発売された。本国イギリスでは4位だったが、世界各国で少なくとも10か国で1位を獲得し、34か国でトップ20入りを果たしている。アメリカでは、ビルボードチャート9位に食い込み、初のアルバムトップ10入りを果たすほどの大ヒットとなった。
収録曲の多くが長尺で複雑な展開の曲で、アイアン・メイデンのアルバムの中で最もプログレッシヴ・ロックが意識されたアルバムであるといえる。

## 収録曲
1. ディファレント・ワールド -  Different Worlds (Smith/Harris) [4:17]
2. ディーズ・カラーズ・ドント・ラン〜軍旗の下に -  These Colours Don't Run (Smith/Harris/Dickinson) [6:52]
3. ブライター・ザン・ア・サウザンド・サンズ〜黄色い太陽 -  Brighter Than a Thousand Suns (Smith/Harris/Dickinson) [8:44]
4. ザ・ピルグリム〜巡礼者達 -  The Pilgrim (Gers/Harris) [5:07]
5. ザ・ロンゲスト・デイ -  The Longest Day (Smith/Harris/Dickinson) [7:48]
6. アウト・オブ・ザ・シャドウズ -  Out of the Shadows (Dickinson/Harris)[5:36]
7. ザ・リインカネイション・オブ・ベンジャミン・ブリーグ〜輪廻 -  The Reincarnation of Benjamin Breeg (Murray/Harris)[7:21]
8. フォー・ザ・グレイター・グッド・オブ・ゴッド〜御名に捧ぐ -  For the Greater Good of God (Harris)[9:24]
9. ロード・オブ・ライト〜光の主へ -  Lord of Light (Smith/Harris/Dickinson)[7:23]
10. ザ・レガシー -  The Legacy (Gers/Harris)[9:20]

## 参加ミュージシャン
- スティーヴ・ハリス Steve Harris - ベース、ヴォーカル
- ブルース・ディッキンソン  Bruce Dickinson - リード・ヴォーカル
- デイヴ・マーレイ Dave Murray - ギター
- ヤニック・ガーズ Janick Gers - ギター
- エイドリアン・スミス Adrian Smith - ギター、ヴォーカル
- ニコ・マクブレイン  Nicko McBrain - ドラムス